# Championnat du monde de demi-fond

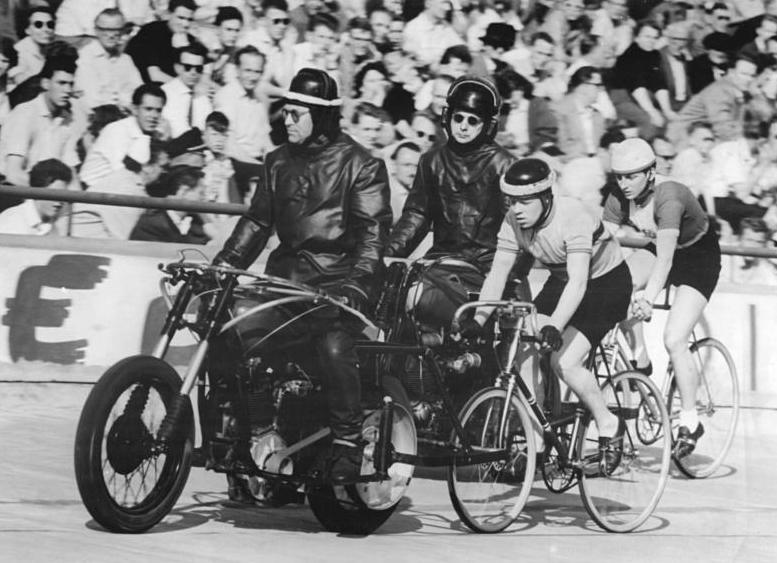
Épreuve de demi-fond en Allemagne en 1958

Le Championnat du monde de demi-fond est le championnat du monde du demi-fond organisé annuellement par l'UCI dans le cadre des championnats du monde de cyclisme sur piste jusqu'en 1994.

## Historique
Les championnats du monde de demi-fond amateur se sont déroulés de 1893 jusqu'en 1914. En 1921, le demi-fond amateur est remplacé par un championnat du monde de cyclisme sur route amateurs. Les mondiaux de demi-fond amateur ont repris seulement en 1958, pour s'arrêter définitivement en 1992.
Les championnats du monde de demi-fond professionnel se sont déroulés depuis 1895. Hormis les deux interruptions pendant les guerres mondiales, ces compétitions ont été organisées jusqu'en 1994.
En 1992 les courses sont devenues "Open" (réunification amateur-pro) et en 1994 elles ont été retirées du programme des championnats du monde. Depuis, c'est le championnat d'Europe qui est la compétition internationale la plus importante de la spécialité.
Chez les amateurs, c'est un Anglais Léon Meredith qui a eu le plus grand nombre de succès, avec 7 titres entre 1904 et 1913, devant le Néerlandais Gaby Minneboo, qui a gagné 5 titres plus récemment entre 1975 et 1982.
Chez les pros, l'Espagnol Guillermo Timoner a été le plus titré avec 6 victoires dans les années 1955/1965.

## Podiums des championnats du monde

### Demi-fond amateur (1893-1992)
| Édition | Or                      | Argent                 | Bronze                   |
| ------- | ----------------------- | ---------------------- | ------------------------ |
| 1893    | Laurens Meintjes        | Hans Albrecht          | John Ulbricht            |
| 1894    | Wilhelm Henie           | Jack Green             | Jan Van Oolen            |
| 1895    | Mathieu Cordang         | Cees Witteveen         | Wilhelm Henie            |
| 1896    | Fernand Ponscarme       | Michael Djakoff        | Andreas Hansen           |
| 1897    | Edward Gould            | Émile Ouzon            | Anders Rasmussen Tjæreby |
| 1898    | Albert-John Cherry      | Gunther Gräben         | Anton Huneck             |
| 1899    | John Nelson             | Ben Goodson            | George Riddle            |
| 1900    | Louis Bastien           | Wilhelm Henie          | Louis Hildebrand         |
| 1901    | Heinrich Sievers        | Bruno Salzmann         | Alfred Görnemann         |
| 1902    | Alfred Görnemann        | Fritz Keller           | Johan Dielhe             |
| 1903    | Edmond Audemars         | Vittorio Carlevaro     | Reinhold Herzog          |
| 1904    | Leon Meredith           | W.J. Pett              | George Olley             |
| 1905    | Leon Meredith           | Willy Mest             | Auguste Carremans        |
| 1906    | Maurice Bardonneau      | Victor Tubbax          | Émile Eigeldinger        |
| 1907    | Leon Meredith           | Victor Tubbax          | Maurice Brocco           |
| 1908    | Leon Meredith           | Gustav Janke           | Léon Vanderstuyft        |
| 1909    | Leon Meredith           | Maurice Cuzin          | Georges Patou            |
| 1910    | Henri Hens              | Louis Delbor           | Sydney Bailey            |
| 1911    | Leon Meredith           | Bertus Mulckhijze      | Pietro Lori              |
| 1912    | Non-disputé             | Non-disputé            | Non-disputé              |
| 1913    | Leon Meredith           | Alex Beyer             | Cor Blekemolen           |
| 1914    | Cor Blekemolen          | Jacques Van Ginkel     | Walter Stelzer           |
| 1915-57 | Non-disputé             | Non-disputé            | Non-disputé              |
| 1958    | Lothar Meister          | Heinz Wahl             | Arie van Houwelingen     |
| 1959    | Arie van Houwelingen    | Bernard Deconinck      | Lothar Meister           |
| 1960    | Georg Stoltze           | Siegfried Wustrow      | Henk Buis                |
| 1961    | Leendert van der Meulen | Siegfried Wustrow      | Georg Stoltze            |
| 1962    | Romain Deloof           | Hans Lauppi            | Christian Giscos         |
| 1963    | Romain Deloof           | Karl-Heinz Matthes     | Ueli Luginbhül           |
| 1964    | Jacob Oudkerk           | Jean Walschaerts       | Daniel Salmon            |
| 1965    | Miguel Más Gayá         | Etienne Van Der Vieren | Alain Maréchal           |
| 1966    | Piet de Wit             | Bert Romyn             | Christian Giscos         |
| 1967    | Piet de Wit             | Mikhaïl Markov         | Dries Helsloot           |
| 1968    | Giuseppe Grassi         | Cees Stam              | Benny Herger             |
| 1969    | Albertus Boom           | Cees Stam              | Jörg Peter               |
| 1970    | Cees Stam               | Horst Gnas             | Antonio Cerda            |
| 1971    | Horst Gnas              | Rainer Podlesch        | Gaby Minneboo            |
| 1972    | Horst Gnas              | Jean Breuer            | Gaby Minneboo            |
| 1973    | Horst Gnas              | Rainer Podlesch        | Gaby Minneboo            |
| 1974    | Jean Breuer             | Martin Venix           | Miguel Espinos           |
| 1975    | Gaby Minneboo           | Miguel Espinos         | Jean Pinsello            |
| 1976    | Gaby Minneboo           | Bartolome Caldentey    | Rainer Podlesch          |
| 1977    | Gaby Minneboo           | Bartolome Caldentey    | Rainer Podlesch          |
| 1978    | Rainer Podlesch         | Mattheus Pronk         | Martin Rietveld          |
| 1979    | Mattheus Pronk          | Guido Van Meel         | Gaby Minneboo            |
| 1980    | Gaby Minneboo           | Mattheus Pronk         | Bartolome Caldentey      |
| 1981    | Mattheus Pronk          | Rainer Podlesch        | Max Hürzeler             |
| 1982    | Gaby Minneboo           | Mattheus Pronk         | Rainer Podlesch          |
| 1983    | Rainer Podlesch         | Mattheus Pronk         | Walter Baumgartner       |
| 1984    | Jan de Nijs             | Roberto Dotti          | Ralf Stambula            |
| 1985    | Roberto Dotti           | Roland Königshofer     | Mario Gentili            |
| 1986    | Mario Gentili           | Luigi Bielli           | Roland Königshofer       |
| 1987    | Mario Gentili           | Vincenzo Colamartino   | Roland Königshofer       |
| 1988    | Vincenzo Colamartino    | Roland Königshofer     | Roland Renn              |
| 1989    | Roland Königshofer      | Tonino Vittigli        | Thomas Königshofer       |
| 1990    | Roland Königshofer      | David Solari           | Andrea Bellati           |
| 1991    | Roland Königshofer      | David Solari           | Carsten Podlesch         |
| 1992    | Carsten Podlesch        | David Solari           | Roland Königshofer       |

### Demi-fond professionnel (1895-1994)
| Édition | Or                    | Argent                | Bronze                |
| ------- | --------------------- | --------------------- | --------------------- |
| 1895    | Jimmy Michael         | Henri Luyten          | Hans Hofmann          |
| 1896    | Arthur Adalbert Chase | Jack William Stocks   | Franz Gerger          |
| 1897    | Jack William Stocks   | Arthur Adalbert Chase | Fred Armstrong        |
| 1898    | Richard Palmer        |                       |                       |
| 1899    | Harry Gibson          | Hugh Mclean           | Alfred Boake          |
| 1900    | Constant Huret        | Édouard Taylor        | Émile Bouhours        |
| 1901    | Thaddäus Robl         | Piet Dickentman       | Fritz Ryser           |
| 1902    | Thaddäus Robl         | Émile Bouhours        | Édouard Taylor        |
| 1903    | Piet Dickentman       | Thaddäus Robl         | Alfred Görnemann      |
| 1904    | Robert Walthour       | César Simar           | Arthur Vanderstuyft   |
| 1905    | Robert Walthour       | Paul Guignard         | Piet Dickentman       |
| 1906    | Louis Darragon        | Arthur Vanderstuyft   | Jules Schwitzgubel    |
| 1907    | Louis Darragon        | Karel Verbist         | Georges Parent        |
| 1908    | Fritz Ryser           | Eugenio Bruni         | Arthur Vanderstuyft   |
| 1909    | Georges Parent        | Louis Darragon        | Nat Butler            |
| 1910    | Georges Parent        | Léon Vanderstuyft     | Robert Walthour       |
| 1911    | Georges Parent        | Louis Darragon        | James-Henri Moran     |
| 1912    | George Wiley          | Elmer Collins         | James-Henri Moran     |
| 1913    | Paul Guignard         | Jules Miquel          | Richard Scheuermann   |
| 1920    | Georges Sérès         | Victor Linart         | Paul Suter            |
| 1921    | Victor Linart         | Paul Suter            | Paul Guignard         |
| 1922    | Léon Vanderstuyft     | Paul Suter            | Gustave Ganay         |
| 1923    | Paul Suter            | Léon Parisot          | Karl Wittig           |
| 1924    | Victor Linart         | Georges Sérès         | Leopoldo Torricelli   |
| 1925    | Robert Grassin        | Jan Snoek             | Georges Sérès         |
| 1926    | Victor Linart         | Gustave Ganay         | Paul Suter            |
| 1927    | Victor Linart         | Paul Krewer           | Walter Sawall         |
| 1928    | Walter Sawall         | Henri Bréau           | Victor Linart         |
| 1929    | Georges Paillard      | Victor Linart         | Paul Krewer           |
| 1930    | Erich Möller          | Georges Paillard      | Robert "Toto" Grassin |
| 1931    | Walter Sawall         | Erich Möller          | Victor Linart         |
| 1932    | Georges Paillard      | Walter Sawall         | Erich Möller          |
| 1933    | Charles Lacquehay     | Franco Giorgetti      | Erich Metze           |
| 1934    | Erich Metze           | Paul Krewer           | Edoardo Severgnini    |
| 1935    | Charles Lacquehay     | Erich Metze           | Georges Ronsse        |
| 1936    | André Raynaud         | Charles Lacquehay     | Georges Ronsse        |
| 1937    | Walter Lohmann        | Ernest Terreau        | Adolf Schön           |
| 1938    | Erich Metze           | Walter Lohmann        | Edoardo Severgnini    |
| 1946    | Elia Frosio           | Jacques Besson        | Louis Chaillot        |
| 1947    | Raoul Lesueur         | Jean-Jacques Lamboley | Jan Pronk             |
| 1948    | Jean-Jacques Lamboley | Elia Frosio           | August Meuleman       |
| 1949    | Elia Frosio           | Jan Pronk             | Raoul Lesueur         |
| 1950    | Raoul Lesueur         | Jan Pronk             | Georges Sérès (fils)  |
| 1951    | Jan Pronk             | Andreas Leliaert      | Henri Lemoine         |
| 1952    | Adolph Verschueren    | Walter Lohmann        | Henri Lemoine         |
| 1953    | Adolph Verschueren    | Roger Queugnet        | Henri Lemoine         |
| 1954    | Adolph Verschueren    | Jan Pronk             | Joe Bunker            |
| 1955    | Guillermo Timoner     | Walter Bucher         | Giuseppe Martino      |
| 1956    | Graham French         | Guillermo Timoner     | Walter Bucher         |
| 1957    | Paul Depaepe          | Walter Bucher         | Graham French         |
| 1958    | Walter Bucher         | Guillermo Timoner     | Wouter Wagtmans       |
| 1959    | Guillermo Timoner     | Walter Bucher         | Norbert Koch          |
| 1960    | Guillermo Timoner     | Martin Wierstra       | Norbert Koch          |
| 1961    | Karl-Heinz Marsell    | Paul Depaepe          | Max Meier             |
| 1962    | Guillermo Timoner     | Paul Depaepe          | Leo Wickihalder       |
| 1963    | Leo Proost            | Paul Depaepe          | Robert Varnajo        |
| 1964    | Guillermo Timoner     | Leo Proost            | Karl-Heinz Marsell    |
| 1965    | Guillermo Timoner     | Romain De Loof        | Jacob Oudkerk         |
| 1966    | Romain De Loof        | Ehrenfried Rudolph    | Leo Proost            |
| 1967    | Leo Proost            | Romain De Loof        | Domenico De Lillo     |
| 1968    | Leo Proost            | Piet De Wit           | Ehrenfried Rudolph    |
| 1969    | Jacob Oudkerk         | Theo Verschueren      | Domenico De Lillo     |
| 1970    | Ehrenfried Rudolph    | Theo Verschueren      | Piet De Wit           |
| 1971    | Theo Verschueren      | Jacob Oudkerk         | Domenico De Lillo     |
| 1972    | Theo Verschueren      | Cees Stam             | Dieter Kemper         |
| 1973    | Cees Stam             | Piet De Wit           | Christian Raymond     |
| 1974    | Cees Stam             | Theo Verschueren      | Attilio Benfatto      |
| 1975    | Dieter Kemper         | Cees Stam             | Jean Breuer           |
| 1976    | Wilfried Peffgen      | Cees Stam             | Walter Avogradi       |
| 1977    | Cees Stam             | Wilfried Peffgen      | Pietro Algeri         |
| 1978    | Wilfried Peffgen      | Martin Venix          | Cees Stam             |
| 1979    | Martin Venix          | Wilfried Peffgen      | Cees Stam             |
| 1980    | Wilfried Peffgen      | René Kos              | Bruno Vicino          |
| 1981    | René Kos              | Bruno Vicino          | Wilfried Peffgen      |
| 1982    | Martin Venix          | Wilfried Peffgen      | Bruno Vicino          |
| 1983    | Bruno Vicino          | René Kos              | Martin Havik          |
| 1984    | Horst Schütz          | Max Hürzeler          | Constant Tourné       |
| 1985    | Bruno Vicino          | Danny Clark           | Werner Betz           |
| 1986    | Bruno Vicino          | Constant Tourné       | Giovanni Renosto      |
| 1987    | Max Hürzeler          | Danny Clark           | Werner Betz           |
| 1988    | Danny Clark           | Constant Tourné       | Walter Brugna         |
| 1989    | Giovanni Renosto      | Walter Brugna         | Torsten Rellensmann   |
| 1990    | Walter Brugna         | Peter Steiger         | Danny Clark           |
| 1991    | Danny Clark           | Peter Steiger         | Arno Küttel           |
| 1992    | Peter Steiger         | Jens Veggerby         | Antonio Fanelli       |
| 1993    | Jens Veggerby         | Roland Königshofer    | Carsten Podlesch      |
| 1994    | Carsten Podlesch      | Roland Königshofer    | Alessandro Tessin     |

## Tableau des médailles

### Top 10 individuel
| Rang | Coureur            | Pays                 | Médaille d'or, Coupe du Monde | Médaille d'argent, Coupe du Monde | Médaille de bronze, Coupe du Monde | Total | Statut |
| ---- | ------------------ | -------------------- | ----------------------------- | --------------------------------- | ---------------------------------- | ----- | ------ |
| 1    | Leon Meredith      | Royaume-Uni          | 7                             | 0                                 | 0                                  | 7     | A      |
| 2    | Guillermo Timoner  | Espagne              | 6                             | 2                                 | 0                                  | 8     | P      |
| 3    | Gaby Minneboo      | Pays-Bas             | 5                             | 0                                 | 4                                  | 9     | A      |
| 4    | Victor Linart      | Belgique             | 4                             | 0                                 | 2                                  | 6     | P      |
| 5    | Cees Stam          | Pays-Bas             | 4                             | 5                                 | 2                                  | 11    | AP     |
| 6    | Roland Königshofer | Autriche             | 3                             | 4                                 | 4                                  | 11    | AP     |
| 7    | Wilfried Peffgen   | Allemagne de l'Ouest | 3                             | 3                                 | 1                                  | 7     | AP     |
| 8    | Bruno Vicino       | Italie               | 3                             | 1                                 | 2                                  | 6     | P      |
| 9    | Leo Proost         | Belgique             | 3                             | 1                                 | 1                                  | 5     | P      |
| 10   | Horst Gnas         | Allemagne de l'Ouest | 3                             | 1                                 | 0                                  | 4     | A      |

Note :
 A = correspond aux médailles obtenus dans la compétition amateur
 P = correspond aux médailles obtenus dans la compétition professionnelle/open

### Par pays
Amateurs / Professionnels
| Rang  | Nation             | Or | Argent | Bronze | Total |
| ----- | ------------------ | -- | ------ | ------ | ----- |
| 1     | Pays-Bas           | 17 | 10     | 10     | 37    |
| 2     | Allemagne          | 9  | 12     | 8      | 29    |
| 3     | Royaume-Uni        | 9  | 2      | 2      | 13    |
| 4     | Italie             | 4  | 8      | 2      | 14    |
| 5     | Belgique           | 3  | 6      | 4      | 13    |
| 6     | France             | 3  | 4      | 8      | 15    |
| 7     | Autriche           | 3  | 2      | 5      | 10    |
| 8     | Allemagne de l'Est | 2  | 3      | 2      | 7     |
| 9     | Espagne            | 1  | 3      | 2      | 6     |
| 10    | Suisse             | 1  | 1      | 6      | 8     |
| 11    | Norvège            | 1  | 1      | 1      | 3     |
| 11    | États-Unis         | 1  | 1      | 1      | 3     |
| 13    | Afrique du Sud     | 1  | 0      | 0      | 1     |
| 14    | Australie          | 0  | 1      | 0      | 1     |
| 14    | Russie             | 0  | 1      | 0      | 1     |
| 14    | Union soviétique   | 0  | 1      | 0      | 1     |
| 17    | Danemark           | 0  | 0      | 2      | 2     |
| 18    | Canada             | 0  | 0      | 1      | 1     |
| Total | Total              | 55 | 56     | 54     | 165   |

| Rang  | Nation      | Or | Argent | Bronze | Total |
| ----- | ----------- | -- | ------ | ------ | ----- |
| 1     | France      | 17 | 16     | 15     | 48    |
| 2     | Allemagne   | 16 | 12     | 17     | 45    |
| 3     | Belgique    | 15 | 17     | 9      | 41    |
| 4     | Pays-Bas    | 9  | 14     | 11     | 34    |
| 5     | Italie      | 7  | 5      | 16     | 28    |
| 6     | Espagne     | 6  | 2      | 0      | 8     |
| 7     | Suisse      | 5  | 9      | 8      | 22    |
| 8     | Royaume-Uni | 4  | 2      | 1      | 7     |
| 9     | États-Unis  | 3  | 2      | 4      | 9     |
| 10    | Australie   | 3  | 2      | 3      | 8     |
| 11    | Danemark    | 1  | 1      | 0      | 2     |
| 12    | Canada      | 1  | 0      | 1      | 2     |
| 13    | Autriche    | 0  | 2      | 1      | 3     |
| Total | Total       | 87 | 84     | 86     | 257   |

Total
| Rang  | Nation             | Or  | Argent | Bronze | Total |
| ----- | ------------------ | --- | ------ | ------ | ----- |
| 1     | Pays-Bas           | 26  | 24     | 21     | 71    |
| 2     | Allemagne          | 25  | 24     | 25     | 74    |
| 3     | France             | 20  | 20     | 23     | 63    |
| 4     | Belgique           | 18  | 23     | 13     | 54    |
| 5     | Royaume-Uni        | 13  | 4      | 3      | 20    |
| 6     | Italie             | 11  | 13     | 18     | 42    |
| 7     | Espagne            | 7   | 5      | 2      | 14    |
| 8     | Suisse             | 6   | 10     | 14     | 30    |
| 9     | États-Unis         | 4   | 3      | 5      | 11    |
| 10    | Autriche           | 3   | 4      | 6      | 13    |
| 11    | Australie          | 3   | 3      | 3      | 9     |
| 12    | Allemagne de l'Est | 2   | 3      | 2      | 8     |
| 13    | Danemark           | 1   | 1      | 2      | 4     |
| 14    | Norvège            | 1   | 1      | 1      | 3     |
| 15    | Canada             | 1   | 0      | 2      | 3     |
| 16    | Afrique du Sud     | 1   | 0      | 0      | 1     |
| 17    | Russie             | 0   | 1      | 0      | 1     |
|       | Union soviétique   | 0   | 1      | 0      | 1     |
| Total | Total              | 142 | 140    | 140    | 422   |